# Vírus de Bourbon
O vírus de Bourbon é um vírus RNA do gênero Thogotovírus da família Orthomyxoviridae, que é semelhante ao vírus de Dhori e ao vírus de Batken. Foi identificado pela primeira vez em 2014 em um homem do condado de Bourbon, Kansas, Estados Unidos, que morreu após ser picado por carrapatos. O caso é o oitavo relato de doença humana associada a um thogotovírus globalmente, e o primeiro no hemisfério ocidental. Em maio de 2015, um caso foi descoberto em Stillwater, Oklahoma (o paciente se recuperou totalmente) e relativamente pouco se sabe sobre o vírus. Nenhum tratamento específico ou vacina está disponível. Suspeita-se que o vírus seja transmitido por carrapatos ou insetos, e é recomendável evitar picadas para reduzir o risco de infecção. Em junho de 2017, uma funcionária de 58 anos do Missouri State Park morreu de uma infecção do vírus de Bourbon após ter sido diagnosticado incorretamente por um período significativo de tempo.